# Neue Mitte (Roman)
Neue Mitte ist ein Roman von Jochen Schimmang, der 2011 in der Edition Nautilus erschien. Die Handlung ist in einer nahen Zukunft angesiedelt, nachdem eine deutsche  Militärregierung von alliierten Truppen abgesetzt worden ist und sich die Verhältnisse wieder normalisieren.

## Inhalt
Der Roman spielt im Winter 2029/30, hauptsächlich auf dem ehemaligen Regierungsgelände in Berlin, das seit vier Jahren Niemandsland ist. Bis 2025 war es Sitz einer Militärjunta von Bundeswehroffizieren, die sich 2016 an die Macht geputscht hatten und ein Folter- und Bespitzelungssystem in Deutschland steuerten. Erst durch den Einmarsch von Truppen alliierter Nachbarstaaten konnte die Junta-Herrschaft wieder beendet werden. Es wurde eine Übergangsregierung unter britischer Führung installiert, 2030 sollen erste freie Wahlen stattfinden. Aussichtsreichste Kanzlerkandidatin ist eine Politikerin der „Ökoliberalen“. Ganz autonom wird sie nicht regieren können, ein alliiertes Kontrollgremium soll im Lande bleiben. 
Seit 2016 lag das Zentrum Berlins in Trümmern, erhaltene gigantomanische Prachtbauten des gestürzten Regimes standen leer. Doch inzwischen hat sich dort eine Gemeinde von Avantgardisten angesiedelt, viele von ihnen aus dem Widerstand gegen das Regime. Das ehemalige Regierungsviertel ist vom restlichen Berlin wie eine Insel abgesondert, doch mit der Zeit füllen sich die Baulücken und die Kontakte nach „draußen“ werden häufiger und gewohnter. Dorthin kommt der Ich-Erzähler Ulrich Anders, der beim Aufbau einer Bibliothek helfen soll. Die Zeit der Militärregierung hatte der studierte Geisteswissenschaftler am Rande Deutschlands als Kaufmann in Aachen verbracht.
Beim Ankauf einer Privatbibliothek lernt Anders den Juristen des Regimes, Oliver Kolberg, und seine schöne Frau kennen, der sich auf eine späte Flucht vorbereitet, weil doch noch Gerichtsverfahren drohen. Kurz vor der polnischen Grenze wird er später ermordet aufgefunden. Rezensent Andreas Platthaus nennt Kolberg ein „lustvolles Carl-Schmitt-Pastiche“. Verdächtigt wird seine Witwe. Sie wird ebenfalls verdächtigt, Drahtzieherin der Vorbereitungen für einen erneuten Militärputsch zu sein. Doch sie und auch der ehemalige Machthaber, der „General“, so wie ihre letzten Getreuen, werden schließlich verhaftet. Eine ebenfalls auf dem inselhaften Regierungsgelände wohnende und arbeitende Historikerin nennt die Vorgänge, an Hegel erinnernd, eine Farce, die auf die historische Tragödie folge.
Verschiedentlich gibt es Bezüge zu einem früheren Schimmang-Roman. So stößt Anders beim Büchersortieren auf einen Polit-Thriller namens Das Sonja-Komplott des Verfassers Gregor Korff. Der war einer der Protagonisten des Romans Das Beste, was wir hatten, Sonja war darin dessen Geliebte und Stasi-Spionin, was Korff den Bonner Berater-Posten kostete. Diesen Thriller liest Anders mit seiner Freundin Eleonar Rigby, einer genialen Programmiererin, die im geheimen Regierungsauftrag an einer Wunderwaffe arbeitet. Gemeinsam werden sie bei der Lektüre darauf aufmerksam, dass Korff der Vater Anders’ sein könnte, der bei der alleinerziehenden Mutter aufgewachsen war. Anders’ Nachforschungen bleiben jedoch erfolglos.

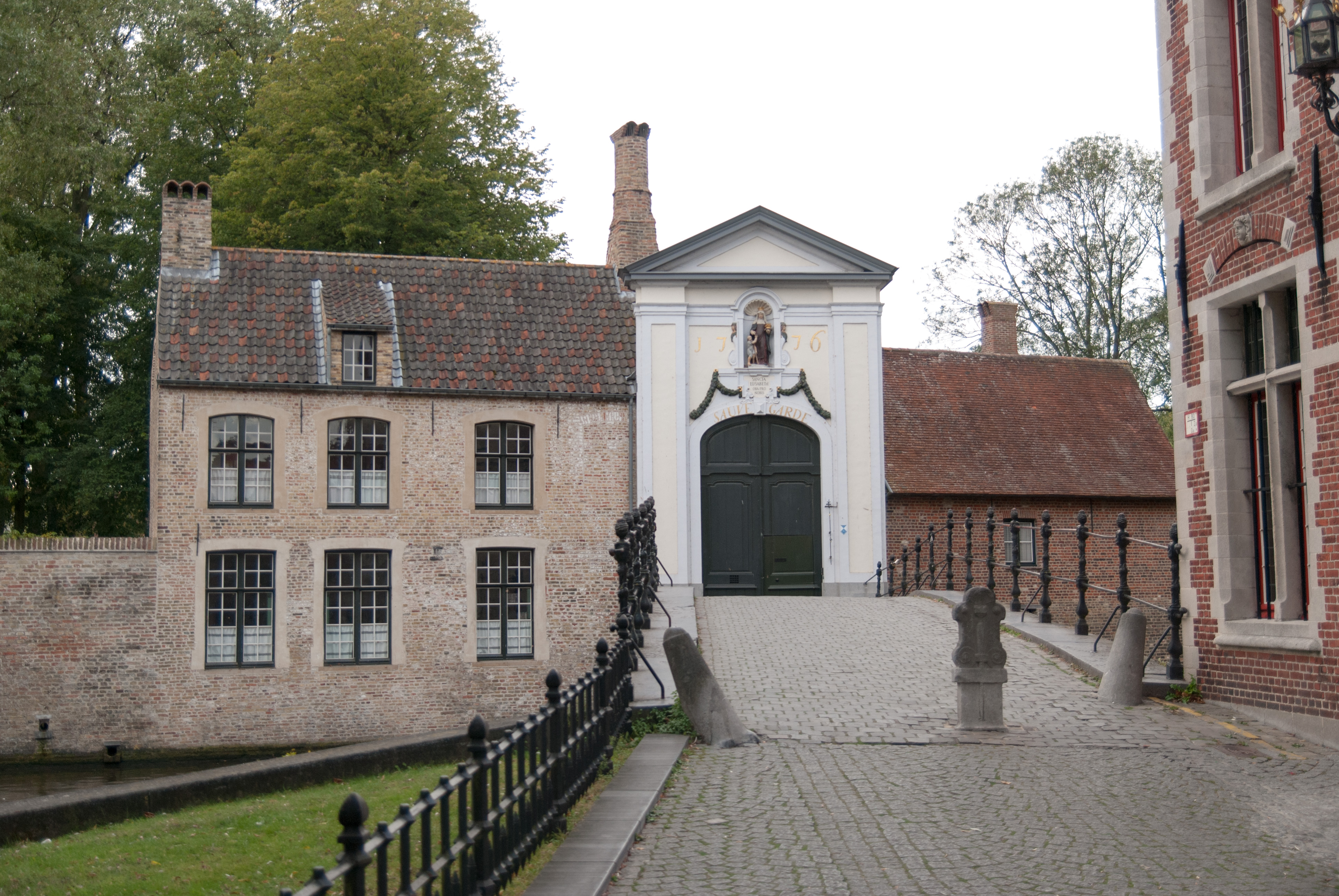
Eingang des Beginenhofs in Brügge. Das ehemalige Berliner Regierungsviertel erinnert den Ich-Erzähler an einen Beginenhof.

Als das ehemalige Regierungsgelände wieder vollständig ist und die Nutzung des Geländes legalisiert, stellt Anders fest: „Alle offenen Fragen und alle Ungewissheiten hatten ein Ende, alle Baustellen waren bald keine mehr, alles Unkraut zwischen den Wegen würde bald getilgt sein, alle Lücken wären bald verschwunden. Wir waren nicht mehr Enklave oder Exklave, nicht mehr Kloster oder Beginenhof, nicht mehr Zwischenraum oder Peripherie, wir waren mittendrin. Vielleicht waren wir sogar das, was keiner von uns sein wollte, die neue Mitte.“
Anders kehrt nach Aachen zurück und wird von dort bald weiterziehen, um in Paris eine Filiale seines alten und neuen Arbeitgebers „Del’Haye & Münzenberg“ zu eröffnen, einen Groß- und Einzelhandel für edle Kolonialwaren.

## Rezeption
Michael Stallknecht (Süddeutsche Zeitung), meint, Leser ohne Hintergrund würden den Roman in Vielem nur rätselhaft finden. Ein Zeitroman sei Neue Mitte auch in dem Sinne, dass die Zeiten hier wie die Texte collagiert und überlagert würden. Nachkriegsdeutschland verschwimme mit einer ganzen Serie aufgezählter Länder wie Irak, Afghanistan, Griechenland oder Italien, die von internationalen Kommissionen und Friedenstruppen beherrscht werden. Erzählerisch gelinge diese Überblendung faszinierend elegant, moralisch bleibe sie extrem problematisch. Denn sie verharmlose unfreiwillig die Diktatur, die deutsche zumal. Die ehemalige Junta schildere Schimmang als Mixtur aus modernistischen und reaktionären Elementen, aber sie wirke doch recht possierlich.
Ulrich Gutmair (die tageszeitung) interpretiert den Roman als Hommage an die so mythische wie prägende Zeit unmittelbar nach dem Fall der Mauer: als die Geschichte einen Moment lang Pause zu machen schien, der Staat von Dissidenten und Künstlern gelenkt wurde, als alle machten, was sie wollten. Die Welt, die Schimmang in seinem „postmodernen Zukunftsroman“ beschreibe, sei Ergebnis einer raffinierten Überblendung der Nachkriegsjahre, 1945 ff., und der unmittelbaren Nachwendezeit der frühen Neunziger. Der Leser sei aufgefordert, den mal deutlichen, mal verschlüsselten Hinweisen Schimmangs zu folgen und sich seinen eigenen Reim zu machen, auf welches Regime der Autor überhaupt anspielt.
2012 erhielt Schimmang für Neue Mitte den Phantastik-Preis der Stadt Wetzlar.